# Třída Tupi
Třída Tupi je třída brazilských ponorek, postavených pro brazilské námořnictvo německou loděnicí Howaldtswerke-Deutsche Werft (HDW). Jedná se o ponorky postavené na základě jejího úspěšného exportního typu 209. Celkem bylo postaveno pět jednotek této třídy. Stavba šesté byla zrušena. Třída Tupi je ve službě od roku 1989.

## Stavba
Kontakt na stavbu šesti ponorek Typu 209/1400 byl zadán roku 1984. Celkem bylo postaveno pět jednotek třídy Tupi, přičemž poslední pátá jednotka Tikuna se mírně liší svou konstrukcí a někdy je řazena do samostatné třídy Tikuna. Zatímco prototypová jednotka byla postavena loděnicí v HDW v Kielu, zbylé čtyři kusy byly postaveny, s německou pomocí, brazilskou loděnicí Arsenal de Marinha do Rio de Janeiro v Rio De Janeiru. Brazílie měla velké potíže stavbu celé třídy realizovat a stavba šesté jednotky Tapuia byla dokonce zrušena.
Jednotky třídy Tupi:
| Jméno         | Založení kýlu     | Spuštěna           | Vstup do služby   | Status                  |
| ------------- | ----------------- | ------------------ | ----------------- | ----------------------- |
| Tupi (S30)    | 8. března 1985    | 28. dubna 1987     | 6. května 1989    | aktivní                 |
| Tamoio (S31)  | 15. července 1986 | 18. listopadu 1993 | 17. července 1995 | vyřazena 14. září 2023  |
| Timbira (S32) | 15. září 1987     | 5. ledna 1996      | 16. prosince 1996 | vyřazena 28. února 2023 |
| Tapajó (S33)  | srpen 1992        | 5. června 1998     | 21. prosince 1999 | vyřazena 18. srpna 2023 |
| Tikuna (S34)  | prosince 1998     | 9. března 2005     | 21. července 2006 | aktivní                 |
| Tapuia (S35)  | 1998              | –                  | –                 | stavba zrušena          |

## Konstrukce

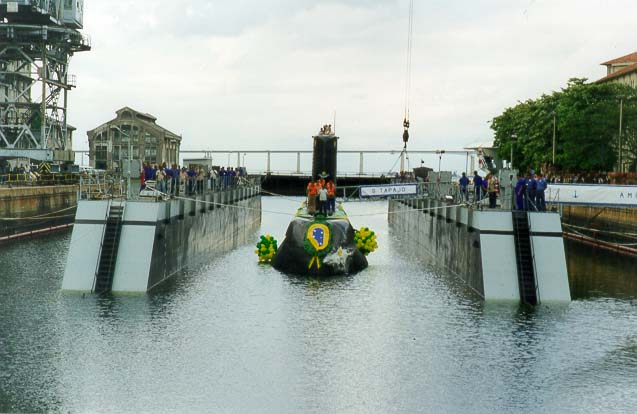
Tapajó (S33)

Výzbroj ponorek tvoří osm 533mm torpédometů. Celkem se na palubě nachází 16 těžkých torpéd Mk 24 Tigerfish, z toho osm je přímo v torpédometech. Alternativou jsou domácí protiponorková torpéda vyvinutá institutem IPqM. Pohonný systém tvoří čtyři diesely MTU 12V 493 TY60, čtyři generátory AEG a jeden elektromotor Siemens. Nejvyšší rychlost dosahuje 11 uzlů na hladině a 21,5 uzlu pod hladinou. Největší hloubka ponoření je 250 metrů.